# Escudo de Tornabous
El escudo de armas de Tornabous es un símbolo del municipio español de Tornabous y se describe, según la terminología precisa de la heráldica, por el siguiente blasón:

«Escudo en losange de ángulos rectos: de sinople, un buey de plata superado de una reja de plata puesta en palo. Al timbre, una corona de pueblo.»

## Diseño
La composición del escudo está formada sobre un fondo en forma de cuadrado apoyado sobre una de sus aristas, llamado escudo de ciudad o escudo embaldosado, según la configuración difundida en Cataluña al haber sido adoptada por la administración en sus especificaciones para el diseño oficial de los municipios de las entidades locales, de color verde intenso (sinople). Como carga principal aparece un buey, en posición natural para la mayoría de cuadrúpedos, que es la de pasante, pareciendo que esté en acción de caminar, con todas las patas en el suelo excepto la delantera derecha, que está alzada, de color blanco o gris claro (plata, también llamada argén). Encima del buey y sin tocarlo (superado) el dibujo de una reja también del mismo color.
El escudo está acompañado en la parte superior de un timbre en forma de corona mural, que es la adoptada por la Generalidad de Cataluña para timbrar genéricamente a los escudos de los municipios. En este caso, se trata de una corona mural de pueblo, que básicamente es un lienzo de muralla amarillo (oro) con puertas y ventanas en negro (cerrado de sable), con cuatro torres almenadas, tres de ellas vistas.

## Historia
Este blasón fue aprobado el 26 de enero de 2010 y publicado en el DOGC n.º 5.770 de 18 de febrero del mismo año.
El buey y la reja de plata son las señales más antiguas del municipio que hacen referencia al acto de labrar con una pareja de bueyes. En los primeros sellos y escudos que se conservan del pueblo ya aparecían estas señales. En el primero que se conserva, de finales del siglo XVIII, consta una simple reja de arar, y el segundo, utilizado desde 1870, consiste en dos bueyes labrando en un campo. El buey (bou en catalán) también hace referencia al nombre de la población.